# Port lotniczy Celje-Levec
Port lotniczy Celje-Levec – port lotniczy położony w miejscowości Levec koło Celje w Słowenii. Obsługuje połączenia krajowe.